# Nina de Callias
Pour les articles homonymes, voir Callias (homonymie).
Anne Marie Gaillard, dite Nina de Callias, puis Nina de Villard, née le 12 juillet 1843 à Paris 2e et morte le 22 juillet 1884 à Vanves (Seine), est une poétesse, musicienne et salonnière française.

## Biographie
Fille d’Ursule-Emilie Villard et de Jean-Joseph Gaillard, riche avocat, Anne Marie reçoit une éducation soignée, avec une maitresse d'italien, une maitresse d'allemand, un maitre de manège et un maitre d'armes. Passionnée de politique, littérature, philosophie, mathématiques, spiritisme, et même de magie, le professeur de kabbale succédait au maitre d’armes, en attendant les gammes et les exercices sur le grand piano Érard. Ayant commencé à étudier le piano avec Anne Veyret, l’élève favorite de Chopin, puis avec Jacques et Henri Herz et Pauline Viardot, elle donne des concerts du palais Pompéien, interprétant du Beethoven, du Bach ou du Chopin, ou ses propres œuvres, à la salle Érard et à la salle Pleyel, où elle y était très applaudie.
Fervente mondaine, dès son plus jeune âge, fidèle des réceptions de Blanche de Bornier et d’Henriette Beulé, elle commence à recevoir chaque soir, des jeunes gens s’occupant de littérature, d’art ou de politique, chez ses parents au 17 rue Chaptal, à partir de ses dix-neuf ans, et tient un des grands salons intellectuels parisiens, à la fois clan politique et cénacle littéraire, que fréquentent, entre autres, François Coppée, Villiers de l'Isle-Adam, Catulle Mendès, Léon Dierx, Verlaine, Edmond Lepelletier, Albert Mérat, Émile Goudeau, Manet, Degas, Mallarmé, Marcellin Desboutin, Lockroy, Des Essarts, Jeanne Samary, Coquelin cadet, Maurice Rollinat, Henry Fouquier, Charles de Sivry, Germain Nouveau, Ernest Cabaner, Gustave Flourens, Raoul Rigault, Auguste de Châtillon, Camille Pelletan, Abel Peyrouton, Félix Régamey, Henri Rochefort, pour lequel elle a un moment nourri une passion, Edmond Bazire, Emmanuel des Essarts et Anatole France, qui la courtisent, les trois frères Cros, surtout Charles avec qui elle aura une liaison… Seuls les profanes n’étaient pas les bienvenus.
Mariée, à vingt-et-un ans, au protégé du duc de Morny, qui arrange ce mariage, au comte Hector de Callias, écrivain et journaliste au Figaro, rencontré chez Frédérique O'Connell, elle lui apporte cinquante mille livres de rentes en dot. Elle abandonne la musique pour son mari, qui a horreur de la musique, tandis qu’il cesse d’écrire. En voyage de noces à Ems, appréciant les vins du Rhin, ils boivent deux bouteilles de Johannisberg à leur déjeuner, tout en trempant les lèvres dans quelques vins de France. S’étant remise au piano, elle exaspère son mari, qui préfère la fréquentation du boulevard avec ses cafés et l’apéritif, aux rêves éthérés de la jeune femme. Le ménage ne tarde pas à aller à vau-l’eau. La séparation intervient après un séjour à Barbizon, le comte s’éprend de la femme d'un peintre connu. Nina n’est pas de nature à supporter une infidélité. La séparation de corps a lieu, vers 1867, et le comte retourner au Figaro, non sans avoir communiqué son addiction à Nina, qui retourne chez sa mère, rue des Moines. Elle prend alors le nom de plume de « Nina de Villard » .
Recevant, en principe, le mercredi et le dimanche, elle tenait, en réalité, table ouverte toute la semaine, et accueillait jusqu'aux heures les plus avancées de la nuit. Très sentimentale elle s’entiche de célébrités comme Jules Lefort, Pier-Angelo Fiorentino, Joseph Méry. Son salon a vu, après celui de Lydie de Ricard, se préparer, puis éclore l’école parnassienne:131. Lorsque Catulle Mendès a fondé la Revue fantaisiste, passage des Princes, les habitués du salon de Nina se sont d'abord groupés autour de lui. Cette revue disparue, remplacée par l’Art, puis par le Parnasse contemporain, Nina y collabore, dès la publication de la seconde série, avec deux poèmes : La Jalousie du jeune Dieu et Tristan et Iseult. Lorsqu’on on jouait ses pièces chez Nina, Jean Richepin les interprétait:141.
Le temps de la guerre et de la Commune venu, elle prend parti pour celle-ci. Les Versaillais bombardant le jardin des Tuileries, tandis que l'armée massacra à côté, elle se précipite à la fenêtre, et agite le drapeau rouge en hurlant : « Vive la Commune ! » Pendant la répression, Nina et sa mère, se sentant compromises par leurs anciennes relations avec Raoul Rigault, Flourens, Peyrouton, Ernest Lavigne, Fernand Révillon, Bazire, et nombre de leurs amis qui avaient pris parti contre la réaction et la province coalisées, font un paquet de leurs hardes, et quittent Paris, livré à la délation et à la terreur versaillaise, pour se réfugier en Suisse:344. Charles Cros resté à Paris, elle a une liaison avec Bazire.
Dans la banlieue de Genève, les deux femmes descendent dans une pension de famille, dans la campagne Brot, aux Pâquis, tenue par les parents d’Émilie Lerou, de la Comédie-Française:344. Là, elle donne des leçons de musique et organise des concerts, la vie sociale d’autrefois ne tardant pas à reprendre avec les réfugiés politiques de la Commune, dont Léon Massenet de Marancourt, Bazire, Ferdinand Révillon, Kinceler, Cœurderoy, Louis Roger, Jean Noro, Louis Brunereau, Maxime Vuillaume, et son ami Bellanger, les dessinateurs Slom et Pilotell, Laprade et Arthur Arnould… Elle donne des concerts au casino de Saint-Pierre, Charmettes et renoue avec ses habitudes nocturnes, jouant la comédie ou dansant, fort avant dans la nuit, sous les chênes et les ormaux du parc des Charmettes:161.

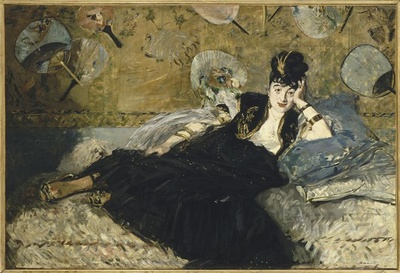
Nina de Callias dans la Dame aux éventails Édouard Manet (1873).

Fin 1872, l’orage répressif passé, Nina et sa mère décident de revenir en France, en passant par l’Italie et, rentrées à Paris, louent des appartements rue Londres, de Rome, et de Turin, d’où elles se font expulser pour tapage nocturne, avant d’emménager dans un petit hôtel, 82 rue des Moines, à Batignolles. Charles Cros publie son Coffret de santal, dédié à Nina, qui reprend sa vie turbulente et ses fêtes d’avant-guerre. Elle réapparait au théâtre et au concert et se produit à nouveau aux salles Érard et Pleyel. Son nom est cité, ses faits et gestes racontés dans les échos de tous les journaux boulevardiers. Des revues impriment ses vers et l’on connait ses Rêveries et ses Valses.
Ses habitudes n’ont pas changé. Chaque soir une quantité de convives se presse autour de sa table pour ne quitter la maison qu’aux premières lueurs de l’aube, mais ce ne sont plus les mêmes qu’avant-guerre qui, devenus académiciens, rangés, décorés, célèbres, s’abstiennent de paraitre. Si des personnalités comme Paul Alexis, Alphonse Allais, Jean Richepin, la princesse Rattazzi,Maupassant ou Tourgueniev apparaissent, beaucoup d’habitués de la rue Chaptal ont été remplacés par tous les bohèmes du quartier, gens bizarres ou peu recommandables, polémistes vivant de leur fiel, prodigues à bout d’expédients, romanciers sans talent, photographes spécialisés dans les sujets obscènes, séducteurs professionnels vivant de leurs charmes, fondateurs de journaux qui ne paraissaient pas, collaborateurs de revues encore à paraitre:168. 
Après le mariage de Cros, en 1878, elle le remplace par Franc-Lamy, qui la quitte vers 1880. Dépressive, son état mental décline, et sa consommation d’alcool augmente en proportion, et elle finit par sombrer dans une folie consistant à se croire déjà morte. Refusant de quitter son lit, elle reste capable, lorsqu’elle accepte se lever, de se mettre au piano, où elle n’a rien perdu de son talent ou improviser des vers. On lui demandait comment elle. Elle quitte, avec sa mère, l’hôtel de la rue des Moines pour aller s’installer rue Notre-Dame-de-Lorette. Polignac a écrit, dans le Cri du peuple, que sa maladie a commencé après un article odieux écrit contre elle, mais Manoël de Grandfort, dans la Vie parisienne, ne le croit pas et postule que la fêlure devait exister auparavant. Son état s’étant aggravé, elle est transportée dans la maison de santé du Dr Jules Falret, où elle s’éteint, après quelques jours de traitement, usée par « l'alcool de ses nuits blanches ».
Elle est inhumée dans le caveau de famille du cimetière de Montmartre, dont la concession avait été achetée en 1851, où la rejoindra, cinq ans plus tard, sa mère. Aujourd’hui, on se souvient surtout de Nina de Villard comme de la Dame aux éventails d'Édouard Manet, où elle pose au milieu d’un bric-à-brac japonisant dans un des costumes "à l'algérienne" qu'elle a coutume de porter lorsqu’elle reçoit dans son hôtel particulier. En 1874, son mari ayant demandé par écrit au peintre de ne pas associer son nom à ce tableau, qui ne sera jamais exposé de son vivant, Manet le conservera, à l'abri des regards, dans son atelier. Nina de Villard est également l’héroïne de quelques romans à clef, pour la plupart désobligeants, au nombre desquels la Maison de la Vieille de Catulle Mendès, paru en 1894, ou Madame Meuriot de Paul Alexis (1890).

## Jugements
« Pianiste idéale et vertigineuse ; c’est une sainte Cécile qui aimerait le boulevard et qui irait aux premières. Conteuse et poète, elle a toutes les fièvres d’une Muse moderne. Femme, c’est le sphinx. Elle est gracile et farouchement belle. « Pure par férocité, » a-t-elle dit d’elle-même. Pourtant, jamais créature féminine n’a tant aimé : elle adore la poésie, la peinture, l’odeur des imprimeries, les opéras d’Hervé, les symphonies de Beethoven, les affiches de théâtre, la Légende des siècles, les modes insolites, les fleurets, Bade, une chatte blanche, les dessins de Delacroix, le jasmin couleur de ses bras, Wagner et bien d’autres choses encore. C’est une jeune femme mince et qui, parfois, semble grande. Elle a des robes qui lui donnent l’air de sortir — étonnée — d’une fête de Watteau. dans ses cheveux sombres, nuit où brille une comète de diamants, la lumière des bougies met des étincellements d’or ; son teint semble du lait dans lequel on eut fait dissoudre de l’or, et, il y a de l’or dans ses grands yeux étranges qui flottent vaguement par dessus les têtes. »

— Anatole France

## Testament[pasclair]
Je ne veux pas que l’on m’enterre

Dans un cimetière triste

Je veux être dans une serre

Et qu’il y vienne des artistes

Il faut qu’Henry me promette

De faire ma statue en marbre blanc

Et que Charles me jure sur sa tête

De la couvrir de diamants

Les bas-reliefs seront en bronze doré

Ils représenteront

Les trois Jeanne, puis Cléopâtre

Et puis Aspasie et Ninon

Qu’on chante ma messe à Notre-Dame

Parce que c’est l’église d’Hugo

Que les draperies soient blanches comme des femmes

Et qu’on y joue du piano

Que cette messe soit faite par un jeune homme

Sans ouvrage et qui ait du talent

Il me serait très agréable

Que de la chanteuse il fût l’amant

Enfin que ce soit une petite fête

Dont parlent huit jours les chroniqueurs

Sur terre hélas ! puisque je m’embête

Faut tâcher de m’amuser ailleurs

## Œuvres
- La Duchesse Diane, saynète en vers, 1882.
- Feuillets parisiens : poésies, Paris, 1885 (lire en ligne sur Gallica).
- « La Jalousie du jeune Dieu. Tristan et Iseult », dans Le Parnasse contemporain : recueil de vers nouveaux, Paris, A. Lemerre, 1866-76, 284 p., 24 cm (OCLC 651421035, lire en ligne), p. 95-6.